# Quả táo bất hòa

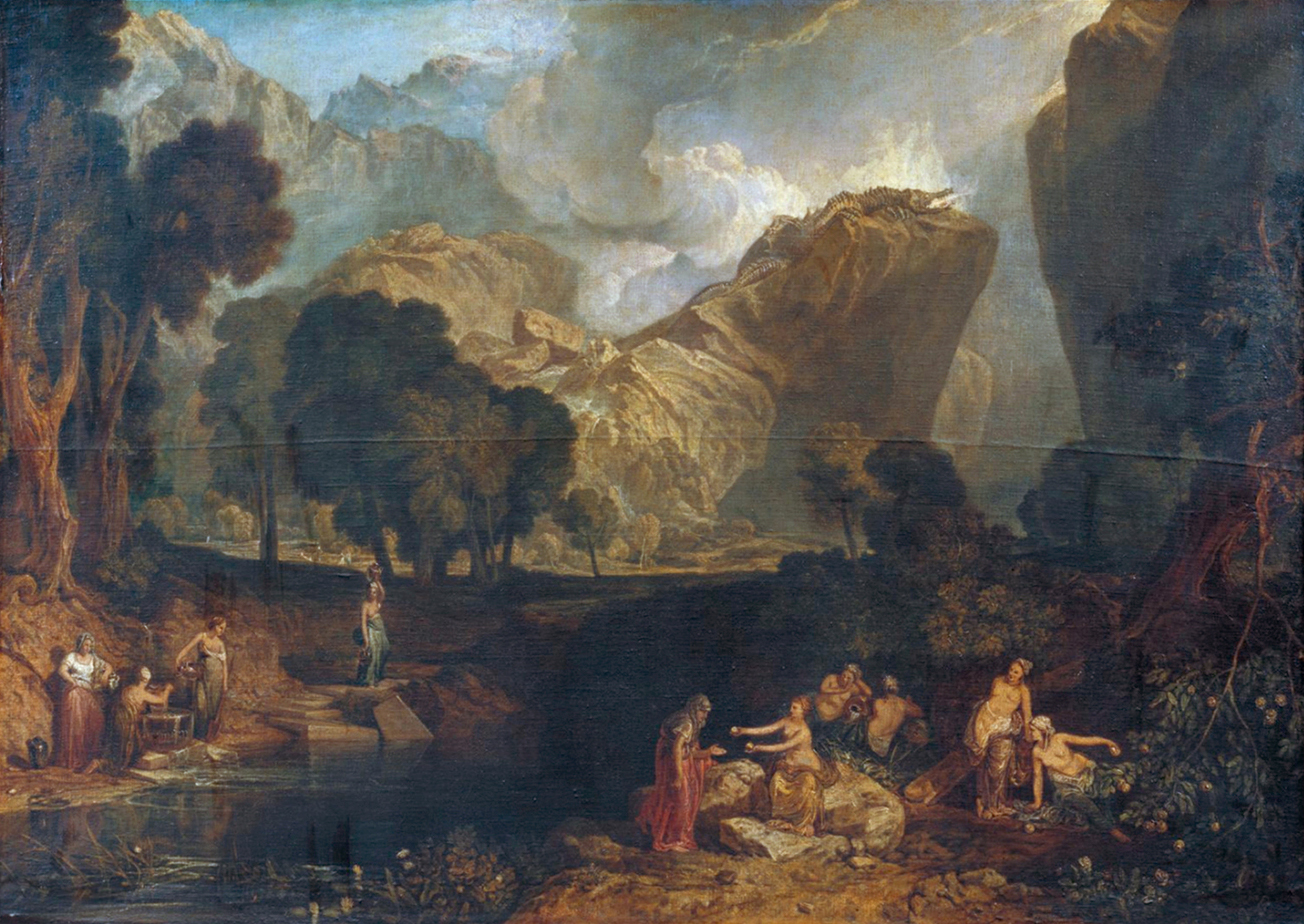
JMW Turner, Nữ thần Bất hòa Lựa chọn trái táo trong Khu vườn của Hesperides

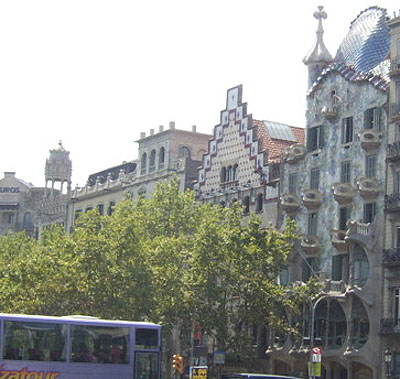
Manzana de la discordia (tháp pháo bên trái thuộc về Casa Lleó Morera; tòa nhà có đỉnh hình tam giác bậc là Casa Amatller; và mặt tiền cong ở bên phải của nó là Casa Batlló).

Quả táo bất hòa là cốt lõi, hạt nhân hoặc mấu chốt của một cuộc tranh cãi, hoặc một vấn đề nhỏ có thể dẫn đến một cuộc tranh cãi lớn hơn.. Nó ám chỉ đến Trái táo vàng bất hòa (tiếng Hy Lạp: μῆλον τῆς Ἔριδος) trong câu chuyện Phán xét của Paris, theo thần thoại Hy Lạp, là thứ mà nữ thần Eris (Gr. Ἔρις, "bất hòa") ném vào giữa bữa tiệc của các vị thần trong đám cưới của Peleus và Thetis như một phần thưởng của sắc đẹp, do đó làm dấy lên một cuộc tranh chấp vô nghĩa giữa Hera, Athena và Aphrodite, cuối cùng dẫn đến Chiến tranh thành Troy 